# AS Bretagne
El AS Bretagne es un equipo de fútbol Reunión que juega la Primera División de Reunión, la máxima categoría de ese país.

## Historia
Fue fundado en 1979 en la ciudad de Saint-Denis. Inició jugando la Tercera División de Reunión en la temporada 2000. Después jugaría a Cuarta División de Reunión tras cambio de formato en 2001 para la temporada 2002. Hasta la temporada 2004 regresaría la tercera categoría, ahí hasta la temporada 2009 asciende por primera vez a la Segunda División de Reunión para la temporada 2010 Solo duró una temporada, terminaron perdiendo la categoría. Hasta la temporada 2015 regresaría al segundo, ahí hasta la temporada 2019 logró el ascenso histórico a la Primera División de Reunión por primera vez en su historia para la temporada 2020. En su debut terminaron en la 9.ª posición del máximo nivel del país.

## Palmarés
- Segunda División de Reunión (1): 2019